# 滨海罗西尼亚诺
滨海罗西尼亚诺（義大利語：Rosignano Marittimo）是意大利利佛诺省的一个市镇。总面积120.24平方公里，人口31,197人，人口密度260人/平方公里（2017年）。ISTAT代码为049017。

## 姊妹城市
- 法国马恩河畔尚皮尼
- 蘇格蘭馬瑟爾堡
- 西撒哈拉楚格（英语：Zug, Western Sahara）